# 娜娜奇
娜娜奇（日语： Nanachi），
又譯奈奈祈，是土筆章人（つくしあきひと）創作的奇幻題材漫畫《來自深淵》中的主要角色之一
，是一個有著類似兔子外形、且自稱軟綿綿有如布偶的角色，配音員是井澤詩織。被視為《來自深淵》這部作品的吉祥物
，由於此角色登場後導致《來自深淵》人氣有所提升，因此被作者稱為「招財娜娜奇」。

## 角色

### 初始構思
最初作者在構思來自深淵作品時，是希望讀者讀第一卷會覺得讀了一個好故事，但不料在出版第二卷時這部作品在日本地區的銷量並不理想，甚至差點被終止連載，因此需要給故事構思出一個新的轉折或劇情，所以作者在畫第三卷時決定要在故事中加入反派黎明卿彭多爾多的構想，而為了鋪陳而設計出娜娜奇這個角色。這個角色除了有「嗯呐～」（んなぁ〜）這樣的口頭禪之外，其設定的背景故事也是為了要讓這個角色擁有更多的魅力。另外在土筆章人為VR製作團隊HIKKY所設計的角色「モクリ」中，也包含了娜娜奇設定的部分元素。
作者在義大利接受訪談時，被問到娜娜奇的設計起源時，作者表示只給予娜娜奇基本的設定，並引述了小池一夫的著作，若創造出的角色是有趣的，則與該角色相關的劇情不需要特別去創造，即在娜娜奇的角色設定是有趣的前提下，只要給予適當的情境發揮即可展現角色的生命。

### 設定
娜娜奇是一個兔子外型的生骸角色，性別不明，作者表示，雖然在變為生骸之前有性別，但人物設定上並未决定其性別，由讀者自行想像。原為人類，但受到深淵的上升負荷影響變為生骸而成為兔子外型的半獸人外觀。口頭禪為「嗯呐～」。
娜娜奇在變為生骸之前是一個白髮、黃綠色瞳孔的人類，變為生骸後髮色和瞳色仍未改變，但眼珠正中央多了一個暗紅色的圓角矩形、長出了類似兔耳外型的耳朵和尾巴，全身覆蓋著棕色的毛，肚子的毛色較淺，背上沿脊椎處長出了一條狀的白毛:16，全身上下皆散發出「令人難以抗拒的」香味。
責任編輯曾認為，為了讓劇情推進可能會需要安排讓娜娜奇死亡的劇情，好讓主角一行人——莉可和雷古能繼續其冒險的旅程，但最後作者安排讓娜娜奇與雷古、莉可一同冒險。作者表示是受电子游戏《奧茲》的影響，奧茲遊戲是三人一組（玩家控制一個角色，另外2個是人工智能），比起一個人或者兩個人，三個人更能形成穩固、互相扶持的團隊，因此安排讓娜娜奇與主角一行人一起旅行。在這以三人為主的主角中，有報導認為娜娜奇在這三人之中象徵著智慧，另外兩人分別象徵精神（莉可）與肉體（雷古）。

### 劇中表現
早期
娜娜奇是一個孤兒，出生在北極附近一個名為賽雷尼之城鎮（セレニの地），靠著拾荒維生:126。
某日來自南海貝奧魯斯卡（ベオルスカ）某孤島的深淵白笛探險家黎明卿彭多爾多來訪此地，邀請此地的孤兒前往深淵協助進行深淵相關的研究，而娜娜奇也因此跟著黎明卿前往深淵所在的城鎮，奧斯鎮（オース），在其間與米蒂結識。
位於「前線基地」
抵達奧斯鎮後，包含娜娜奇在內的所有孤兒和黎明卿一起前往位於深淵約一萬三千公尺深的前線基地。抵達前線基地之後，一同前往的其他孤兒分別成為黎明卿對於與深淵相關研究的實驗對象，而米蒂與娜娜奇成為研究「深淵六層與五層往返詛咒轉移對人體影響」的實驗對象。實驗結束後雙雙成為生骸，娜娜奇因未承受完全的詛咒，故只有外型「生骸化」但人智未失；變成生骸後米蒂完全生骸化，除了失去人性外還額外獲得了「不死」的能力，因此被黎明反覆進行「死而復生」的實驗，經歷九次「死而復生」的實驗之後，娜娜奇不忍米蒂被虐待，而帶著米蒂逃離前線基地。
逃往「娜娜奇的基地」
由於娜娜奇在黎明上升負荷實驗中，部分的「深淵詛咒」轉移給了米蒂，而獲「深淵祝福」，而有了觀測「深淵力場」的能力。娜娜奇在逃出前線基地之後，利用此能力在深界四層巨人之杯的上層，找到一個「深淵力場」較弱之處，將該地一個廢棄的飛行船殘骸改建成為娜娜奇的基地（青文譯奈奈祈藏身處），與米蒂共同居住於此:33。
娜娜奇在與米蒂居住於娜娜奇的基地時，花了很長的時間一直千方百計地想殺死米蒂，但始終沒有成功。
與莉可、雷古相遇
在莉可與雷古下深淵被穿彈獸攻擊後，娜娜奇拯救了在中毒及上升負荷影響下陷入瀕死的莉可。在得知雷古的火葬炮可能有機會殺死米蒂之後，哀求雷古使用火葬炮將米蒂殺死:122。待莉可傷勢好了之後，和莉可還有雷古一起冒險。

### 米蒂
米蒂又譯咪蒂，是來自深淵中的角色之一，也是娜娜奇的好友。配音員是喜多村英梨。在娜娜奇遇見莉可和雷古之前唯一要好的朋友就只有米蒂。

變成生骸前的米蒂（左）以及娜娜奇（右）

米蒂在變成生骸之前是一個紅色瞳孔、紅色頭髮的女孩，因與娜娜奇一樣皆受黎明之邀前往前線基地而認識，因為是唯一要好的朋友，因此被娜娜奇視為「寶物」。變為生骸後，外表是一個粉紅色的生物，整個身體扭曲變形，不易分辨其形狀，但大致能分辨出頭部和身體的差別。在娜娜奇的基地居住時，與娜娜奇住在同一個房間裡，房間裡放滿了娜娜奇自己製作的各種娃娃和玩具。據娜娜奇的說法，製作玩偶是為了嘗試找回米蒂的認知能力，例如在前往前線基地的途中曾遇到大型鳥類，因此娜娜奇製作了一個鳥型玩偶嘗試找回米蒂當時的記憶試圖喚醒米蒂意識，但始終沒有成功:136，也因此「鳥型玩偶」（日语：鳥のぬいぐるみ）成為一個米蒂與娜娜奇的象徵，在相關作品以及部分同人作品中引用。

## 影響
在《來自深淵》作品出版初期，日本地區的銷量並不佳，但娜娜奇章節出版之後，作品人氣明顯地提升，也超出了作者的預期，被作者稱為「招財娜娜奇」。由於其背後有一個悲慘、令人同情的故事，又具有毛茸茸以及帶有香氣等特性，雖然部分評論認為該角色有些傲嬌，但仍然受到許多觀眾的喜愛。在娜娜奇開放性別的部分亦在網路上引起許多討論。
在IMDB的網評中，娜娜奇登場的集數之評價也較其他集數來得高。

## 註解
1. 1 2 3 4  “生骸”是指受到深淵上升負荷。[註 4]而變成非人生物
2. 1 2  官方的中文代理商提供的中文譯名，娜娜奇（布卡漫画）[ix]、奈奈祈（青文出版社）[i]、亦有其他網頁論壇稱娜娜其、娜娜祈、娜娜琪等譯名
3. 1 2  原文為
4. 1 2 3 4  深淵上升負荷又稱上升詛咒是指在深淵中垂直向上移動會對生物體造成的負面影響[23]，從越深的地方上升影響越嚴重。
5. ↑  原文為「んなぁ〜」[16][17]
6. ↑  . 巴哈姆特電玩資訊站.   [2017-12-15]. （原始内容存档于2017-12-15）.
7. ↑  其瞳孔內圈為綠色，外圈為黃色，眼睫毛為白色[註 6]
8. ↑  「深淵祝福」是指生物在承受深淵上升負荷時，得到的與深淵詛咒相伴的一種現象，通常會賦予因深淵詛咒而成為生骸者一些特殊能力，黎明卿将此现象讚許为「深淵的祝福」。
9. ↑  「深淵力場」原作中一種充滿於深淵的力場，在此種力場作用下，生物體若垂直移動皆會受到影響。
10. ↑  一種能從雷古機械手臂的手掌心上發射出的高能破壞性雷射光。
11. ↑  . Twitter. 2017-10-01  [2017-12-13]. （原始内容存档于2018-10-13）.
12. ↑  . 巴哈姆特電玩資訊站. 2017-08-20  [2017-12-15]. （原始内容存档于2017-12-15）.
13. ↑  除了一些個人心得發表之外[註 11]，許多網路討論版上皆有許多爭論娜娜奇性別的討論串，例如PTT和巴哈姆特[註 12]。